# تیاگو هلگوئرا
تیاگو هلگوئرا (انگلیسی: Thiago Helguera؛ زادهٔ ۲۶ مارس ۲۰۰۶) بازیکن فوتبال اهل اروگوئه است.
از باشگاه‌هایی که در آن بازی کرده است می‌توان به باشگاه فوتبال ناسیونال (اروگوئه) اشاره کرد.
وی همچنین در تیم ملی فوتبال زیر ۱۷ سال اروگوئه بازی کرده است.